# Lịch sử Ả Rập Xê Út
Lịch sử Ả Rập Xê Út là lịch sử của Ả Rập từ xa xưa đến nay. Khu vực lịch sử của Bán đảo Ả Rập ngày nay ở miền tây Ả Rập Xê Út, thường được gọi là Hejaz và Najd. Vào đầu thế kỷ thứ 7, sứ mệnh tiên tri của Muhammad bắt đầu ở Mecca, nơi những người ngoại đạo Mecca từ chối ông. Sau 13 năm, ông chuyển đến Medina (Yasrib), nơi người Ả Rập và người Do Thái sống, sau đó, một hiệp ước hòa bình đã được ký kết. Dần dần, người Ả Rập trên toàn bán đảo trở thành tín đồ của ông.

## Ả Rập thời tiền Hồi giáo
Trong kỷ nguyên của thời kỳ đồ đá cũ, bán đảo Ả Rập đã trở thành nơi đầu tiên mà loài người bắt đầu lan rộng trên khắp hành tinh.
Tại Ả-rập Xê-út, 46 vật thể khảo cổ học thời đại đồ đá cũ có dụng cụ bằng đá và xương động vật đã được tìm thấy ở sa mạc Nefud. Trong điểm dừng chân của Homo Erectus Saffaki, nằm ở trung tâm của Ả Rập Xê Út, các nhà khảo cổ đã tìm thấy khoảng 8 nghìn cổ vật, bao gồm một số lượng lớn công cụ lao động Ashele, được làm bằng andesit. Một số công cụ bằng đá được tìm thấy trong một lớp đất cát dưới đáy hồ ở Ti al Ghadah trên sa mạc Nefud có niên đại từ 300 đến 500 nghìn năm trước.
Dữ liệu thời gian chỉ ra rằng 130 nghìn năm trước Bán đảo Ả Rập tương đối nóng hơn, lượng mưa cao hơn, do đó là một vùng đất thực vật và có thể ở được. Vào thời điểm này, mực nước Biển Đỏ giảm xuống và chiều rộng của phần phía nam của nó chỉ còn 4 km. Điều này trong một thời gian ngắn tạo ra cho mọi người khả năng vượt qua eo biển Bab el-Mandeb, qua đó họ đến Ả Rập và thiết lập một số địa điểm đầu tiên ở Trung Đông, như Jebel Faya (en: Jebel Faya). Những người di cư sớm chạy trốn khỏi biến đổi khí hậu ở châu Phi, đã đi qua Cổng Gates của Sorrow, đến lãnh thổ Yemen và Ô-man hiện đại và xa hơn qua Bán đảo Ả Rập để tìm kiếm các điều kiện khí hậu thuận lợi hơn. Giữa Biển Đỏ và Jebel Faya (UAE) là một khoảng cách 2000 km, nơi sa mạc hiện không thể ở được, nhưng khoảng 130 nghìn năm trước, vào cuối kỷ băng hà tiếp theo, Biển Đỏ đủ nhỏ để vượt qua nó hoặc một chiếc bè nhỏ và bán đảo Ả Rập không phải là một sa mạc, mà là một khu vực xanh.
Phalanx thứ hai của ngón giữa của một người đàn ông, 90 nghìn năm tuổi, được tìm thấy ở địa điểm Taas al-Ghadha không xa ốc đảo Taim hay Tema ở phía tây bắc Ả Rập Xê Út. Quét ba chiều đã xác nhận sự tương ứng về mặt giải phẫu của một ngón tay từ sa mạc Nefud với một người hiện đại, và không phải với bất kỳ hominin nào khác.
Với sự kết thúc của thời kỳ băng hà ở châu Âu, khí hậu trở nên nóng hơn và khô hơn, Ả Rập trở thành một sa mạc thích nghi kém với cuộc sống của con người.
Trên bề mặt của al-Makar (hoặc al-Magar) ở tỉnh TASlis (Tathlīth) của tỉnh Asher, người ta đã tìm thấy các tác phẩm điêu khắc của động vật (bao gồm chó, đà điểu, chim ưng), công cụ bằng đá, đầu mũi tên, dao cạo, mũi giáo Bốn xương bị đốt không rõ nguồn gốc đã được xác định niên đại bằng phương pháp radiocarbon đến 7300 Tắt6640 trước Công nguyên. Ở al-Makar, sự hiện diện của con người được xác nhận từ thời Trung cổ đến thời tiền sử. Một mảnh của tác phẩm điêu khắc của một con vật vô danh, dài 86 cm, David Anthony xem xét hình ảnh của một con lừa hoang dã (Equus asinus), và không phải là một con ngựa.

## Thành lập Caliphate Ả Rập
Năm 632, Arab Caliphate được thành lập với thủ đô của nó ở Medina, bao phủ gần như toàn bộ lãnh thổ của Bán đảo Ả Rập. Do kết quả của việc gia nhập và chinh phục tự nguyện vào thế kỷ thứ 9, nhà nước Ả Rập đã lan rộng ra toàn bộ Trung Đông, Ba Tư, Trung Á, Transcaucasia, Bắc Phi và cả Nam Âu.

## Thuộc Đế quốc Ottoman
Vào thế kỷ 15, sự cai trị của Thổ Nhĩ Kỳ được thiết lập ở Ả Rập. Đến năm 1574, Đế quốc Ottoman, do Quốc vương Selim II lãnh đạo, cuối cùng đã chinh phục Bán đảo Ả Rập. Kết quả của hành động của họ là củng cố tôn giáo Hồi giáo trên khắp Đế quốc Ottoman. Lợi dụng ý chí chính trị yếu kém của Quốc vương Mahmoud I (1730 - 1754), người Ả Rập bắt đầu thực hiện những nỗ lực đầu tiên để xây dựng chế độ nhà nước của riêng họ. Một trong những lực lượng có ảnh hưởng nhất tại thời điểm đó ở Trung Ả Rập là gia tộc Ả Rập Al Saud.

## Nhà nước Ả Rập đầu tiên
Nguồn gốc của nhà nước Xê Út bắt đầu vào năm 1744 ở khu vực trung tâm của bán đảo Ả Rập. Nhà cai trị địa phương Muhammad ibn Saud và người sáng lập Wahhabism Muhammad ibn Abdul-Wahhab đã hợp nhất chống lại Đế chế Ottoman để tạo ra một nhà nước hùng mạnh duy nhất. Liên minh này, được ký kết vào thế kỷ XVIII, đánh dấu sự khởi đầu của triều đại Saud cầm quyền. Sau một thời gian, nhà nước trẻ đã chịu áp lực từ Đế chế Ottoman, lo ngại về việc tăng cường của người Ả Rập gần biên giới phía nam của nó. Năm 1817, Quốc vương Ottoman đã gửi quân tới Bán đảo Ả Rập dưới sự chỉ huy của Mohammed Ali Pashangười đã đánh bại quân đội tương đối yếu của Imam Abdullah. Do đó, nhà nước Xê Út đầu tiên tồn tại 73 năm.

## Nhà nước Xê Út thứ hai
Bất chấp chiến thắng của Đế chế Ottoman, chỉ 7 năm sau (năm 1824), Nhà nước Ả Rập thứ hai được thành lập với thủ đô ở Riyadh. Bang này tồn tại được 67 năm và bị phá hủy bởi các đối thủ lâu năm của Xê Út - gia tộc al-Rashidi, đến từ Ha'il. Gia đình Saud bị buộc phải chạy trốn đến Kuwait.

## Thành lập Vương quốc Ả Rập Xê Út

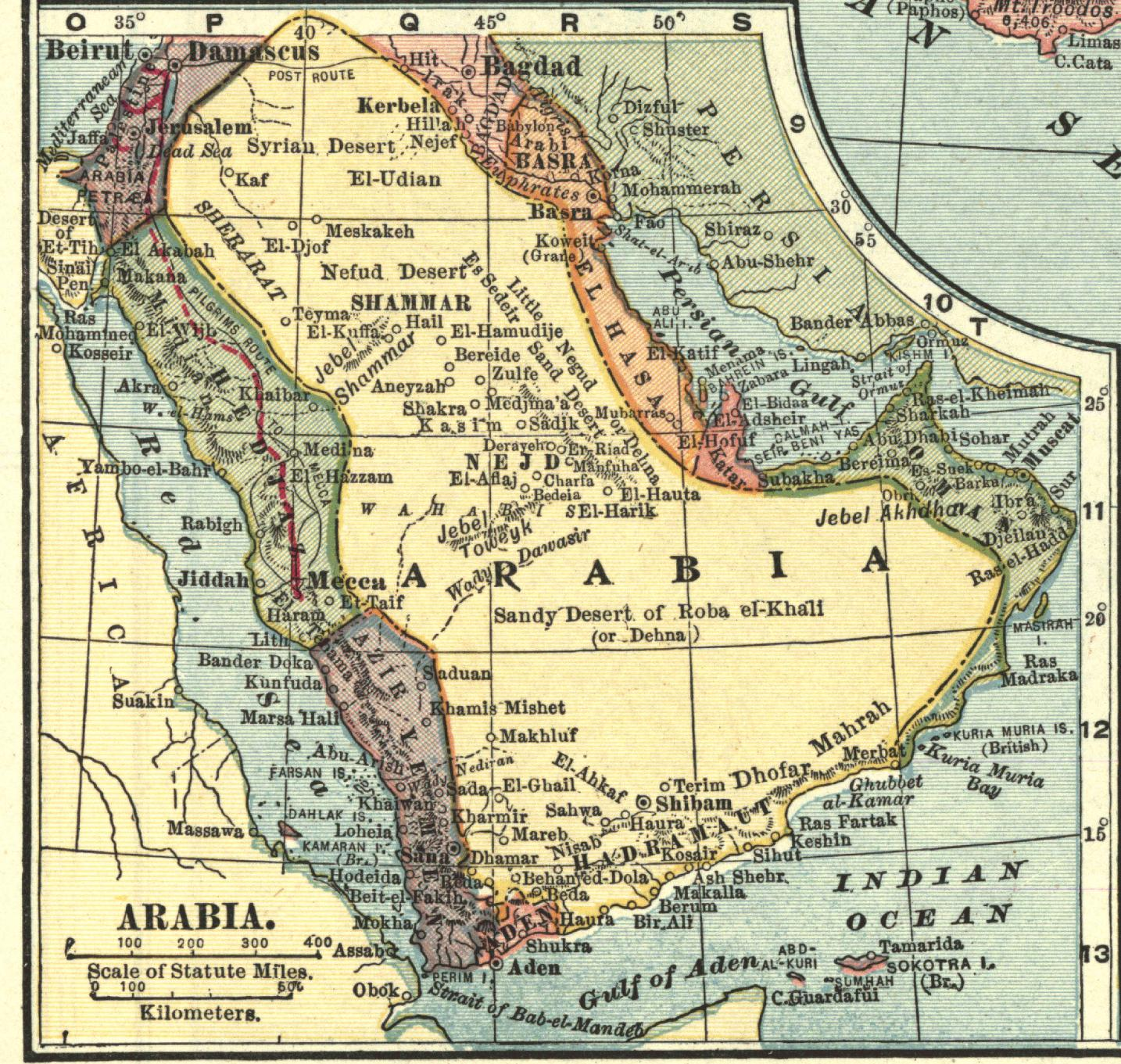
1909 Nedzhde

Sau sự sụp đổ của nhà nước Ả Rập thứ hai tại quê hương của Xê Út của Nedzhde, ảnh hưởng của tiểu vương quốc Jebel Shammar, được cai trị bởi bộ tộc Al Rashid, đã tăng lên. Người sáng lập tương lai của Đế quốc Ả Rập Xê Út, Abdul-Aziz ibn Abdurrahman Al Saud của gia đình Xê Út, đã sống lưu vong ở Kuwait từ năm 1893. Năm 1902, Abd al-Aziz, 22 tuổi, bắt đầu nhiều cuộc chiến của mình với việc chiếm giữ Riyadh, đã đối phó với thống đốc Rashidi và gia đình. Năm 1904, Rashidi kêu gọi giúp đỡ Đế chế Ottoman. Họ vào quân đội của họ, nhưng lần này họ đã bị đánh bại và rút lui. Năm 1912, Abd al-Aziz đã chiếm được toàn bộ Nejd. TrongNăm 1920, sử dụng sự hỗ trợ mạnh mẽ của người Anh, những người muốn thiết lập bản thân trong lãnh thổ của các mảnh vỡ của Đế chế Ottoman, Abdel Aziz cuối cùng đã đánh bại Rashidi. Năm 1925, Mecca và tất cả Hejaz bị bắt. Kết quả của việc bắt giữ này, Vương quốc Nejd và Hejaz thống nhất đã được tạo ra. Vương quốc Nejd và Hejaz được Liên Xô công nhận vào năm 1926, bởi Vương quốc Anh năm 1927 và Hoa Kỳ vào năm 1931. Sau khi Xê Úts chiếm được Asher, Al-Hasa và Katif vào ngày 23 tháng 9 năm 1932, vương quốc Nejd và Hejaz được đổi tên thành Ả Rập Xê Út. Abd al-Aziz trở thành vua của nhà nước.

## Quốc vươngIbn Saudvà những người kế vị
Vào tháng 3 năm 1938, các mỏ dầu khổng lồ được phát hiện ở Ả Rập Xê Út. Do bắt đầu Chiến tranh thế giới thứ hai, sự phát triển của họ chỉ bắt đầu vào năm 1946 và đến năm 1949, đã có một ngành công nghiệp dầu mỏ được thành lập ở nước này. Dầu đã trở thành một nguồn của cải và sự thịnh vượng của nhà nước. Đồng thời, sản lượng dầu hàng năm trong vương quốc tăng trưởng đều đặn. Năm 1938, 0,5 triệu tấn dầu được sản xuất, năm 1946 - 7,8 triệu tấn, năm 1950 - 25,9 triệu tấn, năm 1955 - 47,5 triệu tấn, năm 1970 - 176,8 triệu tấn tấn, năm 1973 - 375,5 triệu tấn. Đồng thời, chi phí sản xuất dầu thấp hơn nhiều so với các nước phương Tây. Vào giữa những năm 1960, nó đã lên tới dưới 10 xu mỗi thùng trong vương quốc (tại Hoa Kỳ cùng lúc, từ 1,5 đến 1,75 đô la mỗi thùng).
Vị vua đầu tiên của Ả Rập Xê Út đã lãnh đạo một chính sách khá cô lập. Với anh, đất nước không trở thành thành viên của Liên minh các quốc gia. Cho đến khi qua đời năm 1953, ông chỉ rời khỏi đất nước 3 lần. Tuy nhiên, vào năm 1945, Ả Rập Xê Út là một trong những người sáng lập Liên Hợp Quốc và Liên minh các quốc gia Ả Rập.
Người kế vị của Abdul-Aziz ibn Abdurrahman là con trai của ông Saud. Chính sách đối nội tồi tệ của ông đã dẫn đến một cuộc đảo chính ở nước này, Saud trốn sang châu Âu, quyền lực được truyền vào tay anh trai Faisal. Faisal đã đóng góp rất lớn cho sự phát triển của đất nước. Theo ông, khối lượng sản xuất dầu tăng lên nhiều lần, điều đó có thể thực hiện một số cải cách xã hội trong nước và tạo ra một cơ sở hạ tầng hiện đại. Năm 1973, khi đã loại bỏ dầu Xê Út khỏi tất cả các sàn giao dịch, Faisal đã gây ra một cuộc khủng hoảng năng lượng ở phương Tây. Chủ nghĩa cấp tiến của ông không được hiểu trong tất cả, và 2 năm sau, Faisal bị chính cháu trai của mình bắn chết. Sau khi chết, dưới thời vua Khalid thì chính sách đối ngoại của Ả Rập Xê Út đã trở nên ôn hòa hơn. Sau Khalid, ngai vàng được thừa kế bởi anh trai Fahd, và vào năm 2005 - 2015, nhà vua được cai trị bởi Abdullah, và sau ông, nhà vua hiện được cai trị bởi Salman, một trong những người con trai của Abdulaziz.